# Фторид-хлорид свинца(II)
Фторид-хлорид свинца(II) — неорганическое соединение, 
соль металла свинца, соляной и плавиковой кислот
с формулой PbClF,
бесцветные кристаллы,
не растворимые в воде.

## Получение
- В природе встречается минерал матлокит — PbClF [1].
- Обменная реакция подкисленных растворов нитрата свинца, хлорида калия и фторида калия:

{\displaystyle {\mathsf {Pb(NO_{3})_{2}+KF+KCl\ {\xrightarrow {}}\ PbClF\downarrow +2KNO_{3}}}}

## Физические свойства
Фторид-хлорид свинца(II) образует бесцветные кристаллы
тетрагональной сингонии, пространственная группа P 4/mmm, параметры ячейки a = 0,40671 нм, c = 0,74669 нм, Z = 2
.
Не растворяется в воде, р ПР = 8,6.